# Лёвковщина (Могилёвская область)
Лёвковщина (бел. Лёўкаўшчына) — агрогородок в составе Горбовичского сельсовета Чаусского района Могилёвской области Белоруссии.

## Население
- 2010 год — 148 человек